# Sir-Tech
Sir-Tech war ein amerikanischer Publisher und Entwickler von Computerspielen. Bekannt wurde das Unternehmen mit der Wizardry- und Jagged-Alliance-Serie. Das Unternehmen bestand aus zwei Standorten mit unterschiedlichen Teilhabern, dem ursprünglichen, amerikanischen Publishingarm in Ogdensburg und dem kanadischen Entwicklerstudio in Ottawa. 1998 wurde die amerikanische Niederlassung, 2001 schließlich auch das kanadische Entwicklungsstudio aufgelöst.

## Geschichte
Gegründet wurde Sir-Tech Software, Inc. Anfang der 1980er-Jahre von Norman und Robert Sirotek in Ogdensburg, New York, nahe der kanadischen Grenze. Anlass war, gemeinsam mit Robert Woodhead die Vermarktung seines von Dungeons & Dragons inspirierten Computer-Rollenspiels Wizardry: Proving Grounds of the Mad Overlord und seines Arcade-Titels Galactic Attack in die eigenen Hände zu nehmen. Ihr Vater, der Unternehmer Frederick Sirotek Jr., hatte eine Geschäftsbeziehung mit Woodheads Mutter. Woodhead hatte für das gemeinsame Geschäft auf Siroteks Apple II ein Programm zur Berechnung von Frachtkosten entwickelt. Im Gegenzug hatte Sirotek Woodhead erlaubt, den Computer für eigene Programmierversuche zu nutzen. Als Woodhead zusammen mit Norman Sirotek das daraus entstandene Wizardry – damals noch Dungeons of Despair genannt – und Galactic Attack auf einer Messe in Trenton (New Jersey) präsentierte, erkannte Norman die Möglichkeiten und überzeugt seinen Bruder und seinen Vater von der Gründung eines eigenen Unternehmens.
Galactic Attack erschien 1980 zunächst noch unter der Firmenbezeichnung Siro-Tech. Ab Wizardry wurde daraus Sir-Tech, was nicht mehr nur auf den Familiennamen und den Begriff Technologie, sondern in Anlehnung an das Fantasyszenario des Spiels nun auch die mittelalterliche Anrede „Sir“ anspielte. Wizardry zählte zu den frühesten und erfolgreichsten Serien seines Genres (u. a. Origins Award 1982 für Wizardry 2), die es auf acht Titel und zahlreiche Ableger brachte. Mit Ausnahme von Nemesis: The Wizardry Adventure stammten die Ableger von asiatischen Firmen, die meist nicht im westlichen Markt veröffentlicht wurden.
Sehr bekannt wurde auch die Jagged-Alliance-Serie, die ab 1995 erschien. 1990 veröffentlichte Sir-Tech Freakin’ Funky Fuzzballs, die Entwicklungsarbeit des Kanadiers Ian Currie. Currie gründete später in Montreal das Studio MadLab Games und entwickelte Jagged Alliance, das er Sir-Tech zur Veröffentlichung anbot. Sir-Tech nahm das Spiel unter Vertrag und beschloss außerdem, ein eigenes Entwicklungsstudio aufzubauen. Standort sollte die nicht weit von Ogdensburg entfernte kanadische Hauptstadt Ottawa sein. Gemeinsam mit Linda Sirotek, der Schwester der Firmengründer, baute Ian Currie die Sir-Tech Canada Ltd. auf und die beiden heirateten. Obwohl sich beide Standorte denselben Firmennamen teilten, waren sie operativ getrennt und hatten unterschiedliche Eignerstrukturen. Ottawa übernahm die Entwicklung von Spielen, während Ogdensburg diese und die Titel externer Entwickler verlegte (u. a. die Nordland-Trilogie, unter dem Titel Realms of Arkania). Der Publishingarm stellte 1998 seine Geschäftsaktivitäten ein und Sir-Tech US wurde aufgelöst.
Das Entwicklerstudio operierte zunächst weiter. 1999 erschien die Fortsetzung Jagged Alliance 2, 2000 das dazugehörige Add-on Unfinished Business. 2001 musste Sir-Tech Kanada seine Entwicklungsteams für die in Planung befindlichen Spiele Jagged Alliance 3 und Wizardry 9 entlassen, da das Unternehmen keine ausreichende Finanzierung sicherstellen konnte. Nach der Veröffentlichung von Wizardry 8 stellte schließlich auch der kanadische Teil von Sir-Tech seine Arbeit ein. Die Markenrechte für Jagged Alliance gingen 2002 an den kanadischen Publisher Strategy First, der auch einen Teil des Entwicklerteams um Ian Currie übernahm.
Das Firmenlogo wurde bei manchen Wizardry-Folgen mit einem längeren Drachen im Profil ergänzt. Später gab es auch ein Logo, das ein Auge darstellt.

## Veröffentlichungen
Zu den selbst produzierten Titeln von Sir-Tech gehören:
- Galactic Attack (1980, als Siro-Tech)
- Wizardry: Proving Grounds of the Mad Overlord (1981)
- Wizardry 2: The Knight of Diamonds (1982)
- Wizardry 3: Legacy of Llylgamyn (1983)
- Crypt of Medea (1984)
- Rescue Raiders (1984)
- Deep Space: Operation Copernicus (1986)
- Wizardry 4: The Return of Werdna (1987)
- Wizardry 5: Heart of the Maelstrom (1988)
- The Usurper: The Mines of Qyntarr (1989)
- Wizardry 6: Bane of the Cosmic Forge (1990)
- Freakin’ Funky Fuzzballs (1990)
- Wizardry 7: Crusaders of the Dark Savant (1992), später als Neuauflage Wizardry Gold (für Windows 95, mit Sprachausgabe)
- Jagged Alliance: Kampf um Metavira (1995)
- Jagged Alliance: Deadly Games (1996)
- Nemesis: The Wizardry Adventure (1996)
- Jagged Alliance 2 (1999)
- Jagged Alliance 2: Unfinished Business (2000)
- Wizardry 8: Destination Dominus (2001)

Daneben vertrieb Sir-Tech die Titel anderer Studios auf dem amerikanischen Markt, etwa Attics Nordland-Trilogie zu Das Schwarze Auge  (unter dem Serientitel Realms of Arkania 1993–1997) oder Der Druidenzirkel (1995).